# 2025 en journalisme
| Années du journalisme : 2022 - 2023 - 2024 - 2025 - 2026 - 2027 - 2028    |
| Décennies du journalisme : 1990 - 2000 - 2010 - 2020 - 2030 - 2040 - 2050 |

Cet article présente les faits marquants de l'année 2025 en journalisme.

## Janvier
- x

## Février
- x

## Mars
- x

## Avril
- x

## Mai
- x

## Juin
- x

## Juillet
- x

## Août
- x

## Septembre
- x

## Octobre
- x

## Novembre
- x

## Décembre
- x

## Décès

### Janvier
- x